# Wudstik
Jermain van der Bogt (Leusden, 9 september 1981), beter bekend als Wudstik, is een Nederlands muzikant. Hij is vocalist van de band Dilemma en bij het project For All We Know van gitarist Ruud Jolie van Within Temptation en werkte mee aan nummers van onder andere Ayreon, Probz, Ali B, Diggy Dex, Skiggy Rapz, Hef, Jiggy Djé en SirOJ. Hiernaast componeert hij ook muziek voor (televisie)reclame en dergelijke onder de naam Machina Music. In 2013 deed hij mee aan The voice of Holland.

## Biografie
Jermain van der Bogt groeide op in Leusden in een Nederlands-Moluks gezin. Zijn vader en broer luisterden vooral naar rock en metal en op het schoolplein kwam hij in aanraking met hiphop. Op jonge leeftijd werd hij al door verschillende stijlen geïnspireerd.
Eind jaren negentig begon Wudstik zich te richten op het maken van hiphop. In die periode was hij lid van de formatie Vlieg samen met onder anderen Grootmeester Jan. Nadat Wudstik zich bij het collectief DAC (De Amersfoortse Coöperatie) voegde ging zijn muzikale carrière echt van start. Toen DAC het eerste album, getiteld Didactici, onder eigen beheer uitbracht werden er tal van optredens door heel Nederland gegeven.
In 2006 verscheen Wudstiks debuutalbum Mijn Wereld, onder het label Universal/Good Life. Het album werd goed ontvangen en beloond met een Essent Award, waardoor Wudstik optrad op onder meer Lowlands en Crossing Border. Zijn debuutsingle, getiteld Doemalauw, was tevens de titeltrack voor de serie Sprint van Eyeworks/BNN. Van het album Mijn Wereld zijn drie singles verschenen, waarvan Breek de meest aansprekende bleek te zijn. Dit nummer is verscheidene malen akoestisch uitgevoerd bij onder andere Raymann is Laat, 3VOOR12 en 2 Meter Sessies.
De verschijning van zijn debuutalbum ging gepaard met diverse voorprogramma's en een clubtournee. In 2007 verzorgde Wudstik de voorprogramma's van LL Cool J, Guru en De La Soul. Hiernaast was hij te zien tijdens de Zuid-Afrika-tournee met de Tribute to Bob Marley Band en nodigde Crime Jazz hem uit om in Suriname een lied op te dragen aan de December moorden. Naast het verschijnen op albums van andere rappers en producers, leverde Wudstik in 2008 een bijdrage in het nummer E=MC² van het progressive-metal album 01011001 van Ayreon en verzorgde hij in 2011 de vocals voor het solo project For All We Know van Ruud Jolie.
In de periode van 2006 tot 2011 is het stil geweest rondom de solocarrière van Wudstik. Op 11 oktober 2011 kondigde hij door middel van een persbericht aan dat zijn tweede album, getiteld Vind, uitgebracht zou worden op 11 november 2011. In tegenstelling tot zijn vorige album is Vind geheel door Wudstik zelf geschreven en geproduceerd, het album stond op nr1 in de hiphopcharts van iTunes.
In augustus 2013 wordt bekend dat Wudstik kandidaat is in het vierde seizoen van het RTL 4-programma The voice of Holland. Trijntje Oosterhuis was zijn coach en hij wist tot de halve finale te komen.
Tijdens The Passion 2014 in Groningen was hij te zien als een van de Discipelen.
In September 2015 heeft Wudstik meegedaan aan de theaterproductie The Theater Equation, gebaseerd op Ayreon's studioalbum The Human Equation. Hij vertolkte de rol van 'Best Friend' en deelde het podium met een van zijn grote inspiraties James LaBrie van Dream Theater. Een maand later in Oktober 2015 begon de theatertour 'Nina Simone [A]live' hierin was hij een van de zeven Nina Simone's met o.a. Sabrina Starke en Hans Dagelet. De zeven acteurs/muzikanten vertolken het leven over Nina Simone. Er werd een reeks van 21 shows gespeeld in theaters en schouwburgen door het hele land.
In 2016 verscheen zijn "Breek Het Geluid" EP met als gast-rappers Ali B, Kraantje Pappie & Jebroer.
In tegenstelling tot zijn tweede album is dit een meer organisch album met live-instrumenten die dit keer de boventoon voeren.
2018 staat in teken van zijn maandelijkse singles gebaseerd op de 12 maanden van het jaar. Deze reeks zullen uiteindelijk gebundeld worden voor zijn nieuwe album 'Cyclus'.

## Discografie

### Wudstik
- 2022 - Terug  (single)
- 2021 - Do Re MI (single)

- 2020 - ENGEL (ep)
- 2019 - Jij & Ik (single)
- 2019 - Wie Ben Ik (single)
- 2019 - Golven van Geluk (single)
- 2018 - Cyclus, een 12-maandensinglereeks (album)
- 2016 - Kleine Jongen (single), incl. lyric video
- 2016 - Breek Het Geluid (ep)
- 2016 - Breek Het Geluid (single), incl. lyric video
- 2015 - Hoofd, Hart & Ziel (single), met Ali B bij Ali B op volle Toeren
- 2015 - Ik Val (single)
- 2014 - Waar Engelen Bestaan (single)
- 2014 - Mooi (single)
- 2013 - Laat me (single)
- 2013 - Higher Ground (single)
- 2013 - Omarm (single)
- 2011 - Vind (album)
- 2011 - Niets Anders met Winne (single)
- 2006 - De Flow (single)
- 2006 - Mijn Wereld (album)
- 2006 - Doemalauw (single)

### For All We Know
- 2011 - For All We Know - For All We Know (album)
- 2017 - For All We Know - Take Me Home (album)
- 2024 - For All We Know - By Design Or By Disaster (album)

### Dilemma
- 2024 - The Purpose Paradox (album)

### DAC
- 2005 - Professioneel Chillen (album)
- 2005 - Professioneel Spinnen (ep/lp)
- 2003 - Springstof (single)
- 2002 - Didactici (album)

### Overig werk
- 2018 - Maiden UniteD - Empire of the Clouds (+ live-cd-concert Carré)
- 2016 - Ayreon - The Theater Equation (live-cd-dvd)
- 2016 - Jebroer - Camouflage (single)
- 2015 - Jebroer & Candy Dulfer - Ga maar vast slapen (single)
- 2015 - Maiden UniteD - Remembrance (album)

Maiden UniteD feat. Wudstik & Marcelo Bovio - Aces High
- 2013 - The Voice Of Holland singles
- 2012 - 'Kempi - Peter Pan EP (ep)

Kempi met Wudstik - Tinkerbell
- 2012 - Nino - Stille Wateren Diepe Gronden (album)

Nino met Wudstik - Fotoboek
- 2012 - Dicecream - Carte Blanche (album)

Dicecream met Wudstik - Ademnood (single)
- 2011 - Kempi - Fight4Cancer (album)

Kempi met Wudstik - Schijn dan
- 2010 - SirOJ - Goed Ontmoet (album)

SirOJ met Wudstik & Jiggy Djé - Comfortabel
SirOJ met Murda Turk & Wudstik - Waar Het Begon
- 2010 - Önder & FS Green - De Liefde III (single)

Önder & FS Green met Wudstik - De Liefde III
- 2010 - Önder - De Kassier: Een Monnie Album (album)

Önder met Wudstik - Alles of Niets
- 2010 - Diggy Dex - Lange Nachten, Korte Dagen (album)

Diggy Dex met Skiggy Rapz, Big2 en Wudstik - Links Rechts
- 2010 - Bangbros do Lowlands (mixtape)

Önder & Hef met Wudstik - Mis Me
- 2008 - MC - Goal Soundtrack (verzamelalbum)

Wudstik - Ik Scoor
- 2008 - Kohfie Konnect - Hetiszover (album)

Kohfie Konnect met Murda Turk en Wudstik - Blaas op m'n fluit
- 2008 - Ayreon - 01101001 (album)

E=MC²
- 2008 - Arts the Beatdoctor - Progressions (ep)

Skiggy Rapz met Wudstik - Be Alright
- 2007 - DJ Urbq - Boiling Point Mixtape (mixtape)

Wudstik & Skiggy Rapz - Alleen voor de High
- 2005 - Bolle Tim - De Hoogste Tijd (album)

Bolle Tim ft Wudstik - Goede Kanten
- 2004 - Skiggy Rapz - Boat Drinks (album)

Skiggy Rapz met Wudstik - Kinda Man

### Singles
| Single met eventuele hitnotering(en) in de Nederlandse Top 40 | Datum van verschijnen | Datum van binnenkomst | Hoogste positie | Aantal weken | Opmerkingen                                                          |
| ------------------------------------------------------------- | --------------------- | --------------------- | --------------- | ------------ | -------------------------------------------------------------------- |
| Links, rechts                                                 | 2010                  | -                     |                 |              | met Diggy Dex, Big2 & Skiggy Rapz / Nr. 96 in de Single Top 100      |
| Omarm                                                         | 30-08-2013            | -                     |                 |              | Nr. 10 in de Single Top 100                                          |
| Laat me                                                       | 06-12-2013            | -                     |                 |              | Nr. 34 in de Single Top 100                                          |
| Christmas hearts                                              | 13-12-2013            | 21-12-2013            | tip8            | -            | als onderdeel van The Voice of Holland / Nr. 29 in de Single Top 100 |